# Exencefalia
A exencefalia é uma malformação na qual o cérebro está situado fora do crânio. Esta malformação dá-se geralmente em embriões durante as primeiras etapas da anencefalia. À medida que uma gravidez progride, o tecido nervoso degenera-se gradualmente. É incomum encontrar a um menino levado a termo com esta malformação porque o defeito é incompatível com a vida.